# Sonia Montecino
Sonia Cristina Montecino Aguirre (12 de noviembre de 1954) es una antropóloga y escritora chilena. Obtuvo el Premio Nacional de Humanidades y Ciencias Sociales en 2013.

## Biografía
Estudió Antropología en la Universidad de Chile, donde se recibió en 1980; años más tarde, en 2006, se doctoró en la Universidad de Leiden, Holanda.
Ha sido profesora asociada del Departamento de Antropología, Facultad de Ciencias Sociales, de su alma mater y titular de la Cátedra Unesco con sede en el Centro Interdisciplinario de Estudios de Género de la citada facultad, centro del que fue una de sus fundadoras y ha sido subdirectora y directora.
En la Universidad de Chile ha editado la Revista Chilena de Antropología,  ha sido coordinadora del Magíster en Género y Cultura en las facultades de Ciencias Sociales y de Filosofía y Humanidades, y directora del Archivo Central Andrés Bello (agosto de 2007).
Ha participado en numerosas y variadas iniciativas culturales, desde trabajar en diversos comités hasta ser miembro de consejos editoriales de revistas, incluyendo Rocinante, "Hojas de Warmi y Mazorca.
En la década de 2010 fue vicerrectora de Extensión y Comunicaciones de la Universidad de Chile.
Ha publicado ensayos y obras de ficción, además de numerosos artículos especializados. Se ha dedicado al estudio de las identidades de género y étnicas, así como a las relaciones entre antropología y literatura, siendo La olla deleitosa, su libro más reconocido. 
Está casada con el antropólogo Rolf Foerster González.

## Premios y distinciones
- Premio Academia 1992  por Madres y huachos, alegorías del mestizaje chileno
- Premio Mujeres Generación Siglo XXI 2005 (Universidad de Chile)[6]
- Premio Altazor de Ensayo 2005 por Mitos de Chile. Diccionario de seres, magias y encantos
- Premio Círculo de Cronistas Gastronómicos 2005 por Cocinas mestizas de Chile. La olla deleitosa
- Premio Gourmand World Cookbook Awards 2005 (categoría Mejor Libro de Historia Culinaria en Castellano de Latinoamérica) por Cocinas mestizas de Chile. La olla deleitosa
- Premio de la Asociación de Chefs de Chile Les Toques Blanches 2011 por su trayectoria como antropóloga culinaria[7]
- Finalista Premio Altazor 2013, categoría de literatura para niños y jóvenes, con Hazañas y Grandezas de los animales chilenos. Lecturas de mitos originarios para niños, niñas y jóvenes
- Premio Nacional de Humanidades y Ciencias Sociales de Chile, 2013.[8]

## Obras
Libros
- Los sueños de Lucinda Nahuelhual, cuento testimonial; Santiago, Ediciones Pemci-Academia de Humanismo Cristiano, Serie cuentos N.º 1, 1983
- Ya me voy de este pueblo tan querido, cuento testimonial; Santiago, Ediciones Pemci-Academia de Humanismo Cristiano, Serie cuentos N.º 3, 1983
- Mujeres de la tierra, Santiago, Ediciones CEM-Pemci, 1984[9]
- Quinchamalí: reino de mujeres, Santiago, Ediciones Cem, 1985
- El zorro que cayó del cielo, tradición oral, Santiago, Ediciones Cem
- La revuelta, novela; Santiago, Ediciones del Ornitorrinco, 1988
- Madres y huachos. Alegorías del mestizaje chileno, Santiago: Cuarto Propio-CEDEM, 1991 (ha sido reeditado por Sudamericana y, en su 4 edición de Catalonia, en 2007, ha sido ampliada y actualizada
- Sangres cruzadas: mujeres chilenas y mestizaje, Santiago, SERNAM, 1993
- Ritos de vida y muerte: brujas y hechiceras, Santiago, SERNAM, 1994
- Sol Viejo, Sol Vieja. Lo femenino en la cultura mapuche, Santiago, SERNAM, 1996
- Modelando el barro. Celos y sueños de la alfarería, Santiago, SERNAM, 1996
- Palabra dicha. Ensayos sobre identidades, género y mestizaje, selección de artículos y ensayos; publicación en Internet: Colección de Libros Electrónicos, Serie: Estudios, Facultad de Ciencias Sociales, Universidad de Chile, 1997 (acceso 06.07.2011)[10]
- Juego de identidades y diferencias: representaciones de lo masculino en tres relatos de vida de hombres chilenos, PIEG, Facultad de Ciencias Sociales, Universidad de Chile, 1999
- Sueño con menguante. Biografía de una Machi, Editorial Sudamericana, 1999
- Mitos de Chile: diccionario de seres, magias y encantos, Editorial Sudamericana, 2003
- Cocinas mestizas de Chile. La olla deleitosa, editado por el Museo de Arte Precolombino con el Auspicio del Banco Santander, Santiago, 2005 (la editorial Catalonia lo reeditó al año siguiente)
- Lucila se llama Gabriela, Ediciones Castillo, México D.F., 2006
- Materia y memoria. Tesoros patrimoniales de la Universidad de Chile, en coautoría con Alejandra Araya; Tinta Azul. Ediciones de la U. de Chile, Santiago, 2011[11][12]
- Hazañas y grandezas de los animales chilenos. Lecturas de mitos originarios para niños, niñas y jóvenes, en coautoría con Catalina Infante e ilustraciones de Macarena Ortega; Catalonia, Santiago, 2012
- La tierra del cielo. Lecturas de mitos chilenos sobre los cuerpos celestes, con Catalina Infante e ilustraciones de Leonor Pérez; Catalonia, Santiago, 2017
- El pelo de Chile y otros textos huachos, Subdirección de Investigación del Ministerio de las Culturas, Santiago, 2021.

Como compiladora
- Revisitando Chile: identidades, mitos e historias, Cuadernos Bicentenario Presidencia de la República, editor Arturo Infante, 2005
- Reencantando Chile. Voces populares, Cuadernos Bicentenario, Santiago, 2005[13]
  - Mujeres chilenas: fragmento de una historia, Ediciones Cátedra Género de la UNESCO-Catalonia, 2007[14]

Selección de artículos en revistas especializadas
- Diversidad Cultural y equidad de género: avances y desafíos pendientes, en Persona y Sociedad, vol. 15 N.º 1, mayo de 2001, revista ILADES
- Género y etnicidad una experiencia de aula, eevista VETAS del Colegio de San Luis, México, año IV, número de enero a abril de 2002
- Nuevas feminidades y masculinidades: Una mirada de género al mundo evangélico de La Pintana, Centro de Estudios Públicos Nº87, 2002, p. 73-103
- Presentación del libro 'Emergencias' de Diamela Eltit, Anales de Literatura Chile, año 3, diciembre de 2002, N.º 3, 151-157
- Piedras, mitos y comidas, antiguos sonidos de la cocina chilena. La Calapurca y el curanto, revista Atenea, primer semestre 2003, Nº487, p.33-49, Universidad de Concepción
- El cuerpo femenino como 'circulante' del mercado, revista Creaciones Ciudadanas, la sociabilidad chilena, N.º 2, invierno de 2003
- Notas para una reflexión sobre las identidades de género en Chile. Tiempos de neomachismo y representaciones de lo femenino/masculino, revista Testimonio Nº205, 2004, p.7–16
- Inicios de siglo y debates inconclusos, revista Análisis, Política, Economía, Sociedad, temas del año 2003, Depto. de Sociología de la Facultad de Ciencias Sociales de la Universidad de Chile, 2004, p. 111-117
- Signos de exclusión: Las relaciones de género y el juego de lo invisible/visible, revista MAD Nuevas exclusiones en la complejidad contemporánea, Ediciones MAD, Universidad de Chile, p. 139-148, 2006
- Reflexiones sobre oralidad y escritura, revista Patrimonio Cultural;  Calapurca, edición Aniversario, 2007